# 機腹著陸

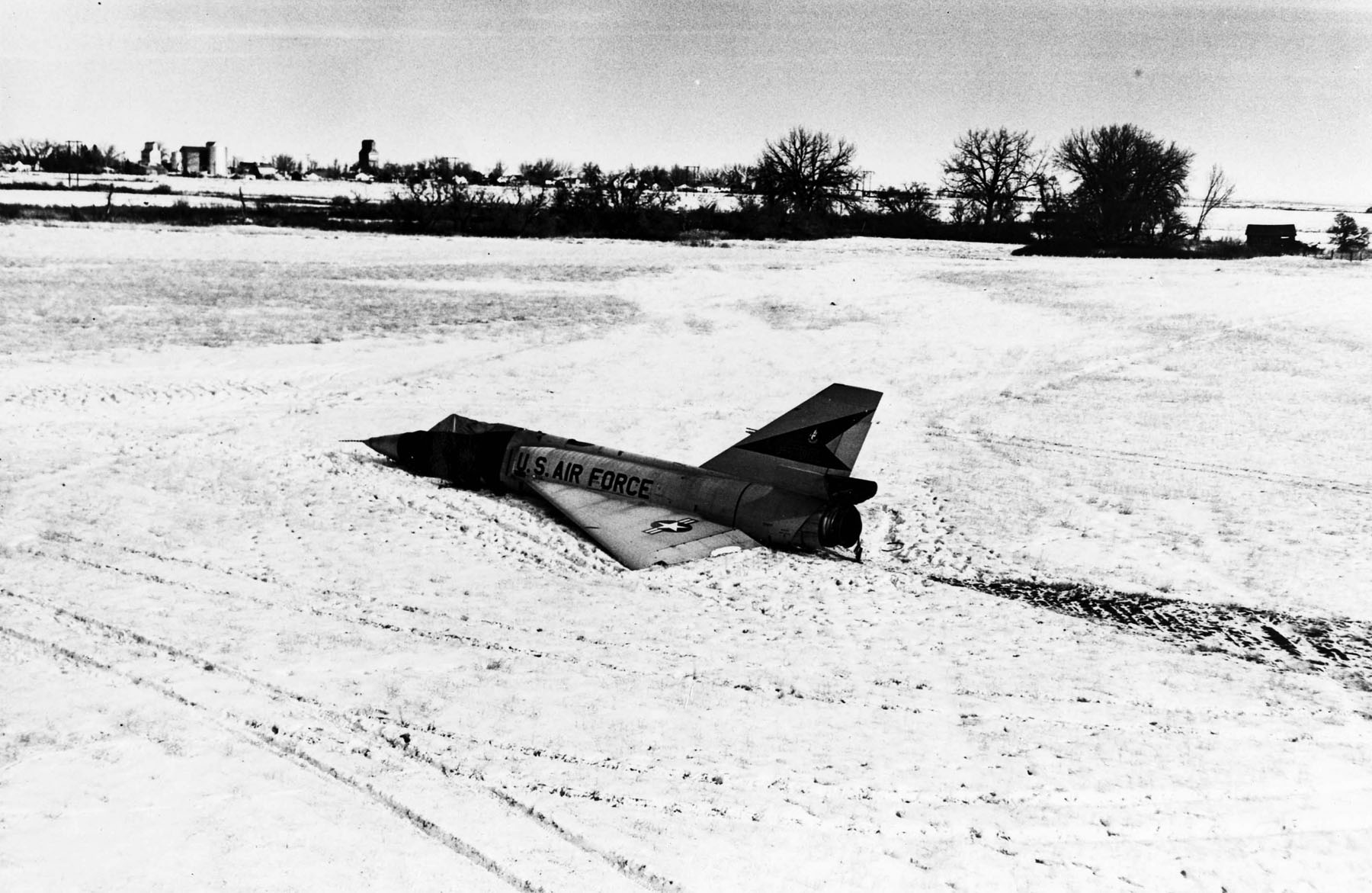
F-106 (昵稱玉米田轟炸機)進行機腹著陸

機腹著陸，指飛機沒有使用起落架時所進行的著陸，其機腹會著地并降落。機腹著陸通常發生在起落架故障。
機腹著陸時，對飛機會造成不可避免的一些損害。降落前，強側風、能見度低等，大大提高了機腹著陸在開闊場地以外的危險。降落時，必須得到極高的精確度，以確保飛機能夠盡可能的保持當前適當的空速，平穩降落在跑道上。降落期間，如果飛機速度太快或角度不合適，可能會造成衝出、翻滾、解體或者起火事件。雖說一架良好設計的飛機，如果嚴謹認真地去執行，通常不會造成人員傷亡，但是風險之大條件之高，也被認爲是窮盡一切手段才不得已的最後之舉。儘管如此，機腹著陸仍然是飛機緊急迫降中最常見的一種類型。